# San Raffaele Cimena
San Raffaele Cimena – miejscowość i gmina we Włoszech, w regionie Piemont, w prowincji Turyn.
Według danych na rok 2004 gminę zamieszkiwało 2815 osób, 255,9 os./km².